# Aldo Dezi
Aldo Luciano Dezi (ur. 27 czerwca 1939) – włoski kajakarz, kanadyjkarz. Srebrny medalista olimpijski z Rzymu.
Zawody w 1960 były jego jedynymi igrzyskami olimpijskimi. Był drugi w kanadyjkowych dwójkach na dystansie 1000 metrów, partnerował mu Francesco La Macchia. 